# Nina Vavra
Nina Vavra (Nina Vavra-Bach) (Križevci, 5. siječnja 1879. - Zagreb, 21. rujna 1942.), hrvatska glumica, spisateljica i prevoditeljica. Supruga Josipa Bacha.

## Životopis
Završila je Miletićevu Hrvatsku dramatsku školu i djelovala u zagrebačkom HNK-u. Glumački raspon joj je sezao od likova klasične tragedije do komičnih malograđanki: Kasandra, Elektra i Antigona, Dedra, Jele i Mare, Hasanaginica. Napisala je dramu "Dolazak Hrvata" i prevela 50-ak dramskih djela s češkoga i njemačkog. Igrala je i u prvim hrvatskim filmovima "Matija Gubec" i "Vragoljanka" te u francuskom filmu Le choc en retour iz 1937. godine.

## Vanjske poveznice
- Križevci.eu: Nina Vavra  Arhivirana inačica izvorne stranice od 11. kolovoza 2011. (Wayback Machine)
- Nina Vavra u internetskoj bazi filmova IMDb-u (engl.)